# Danielle Steel

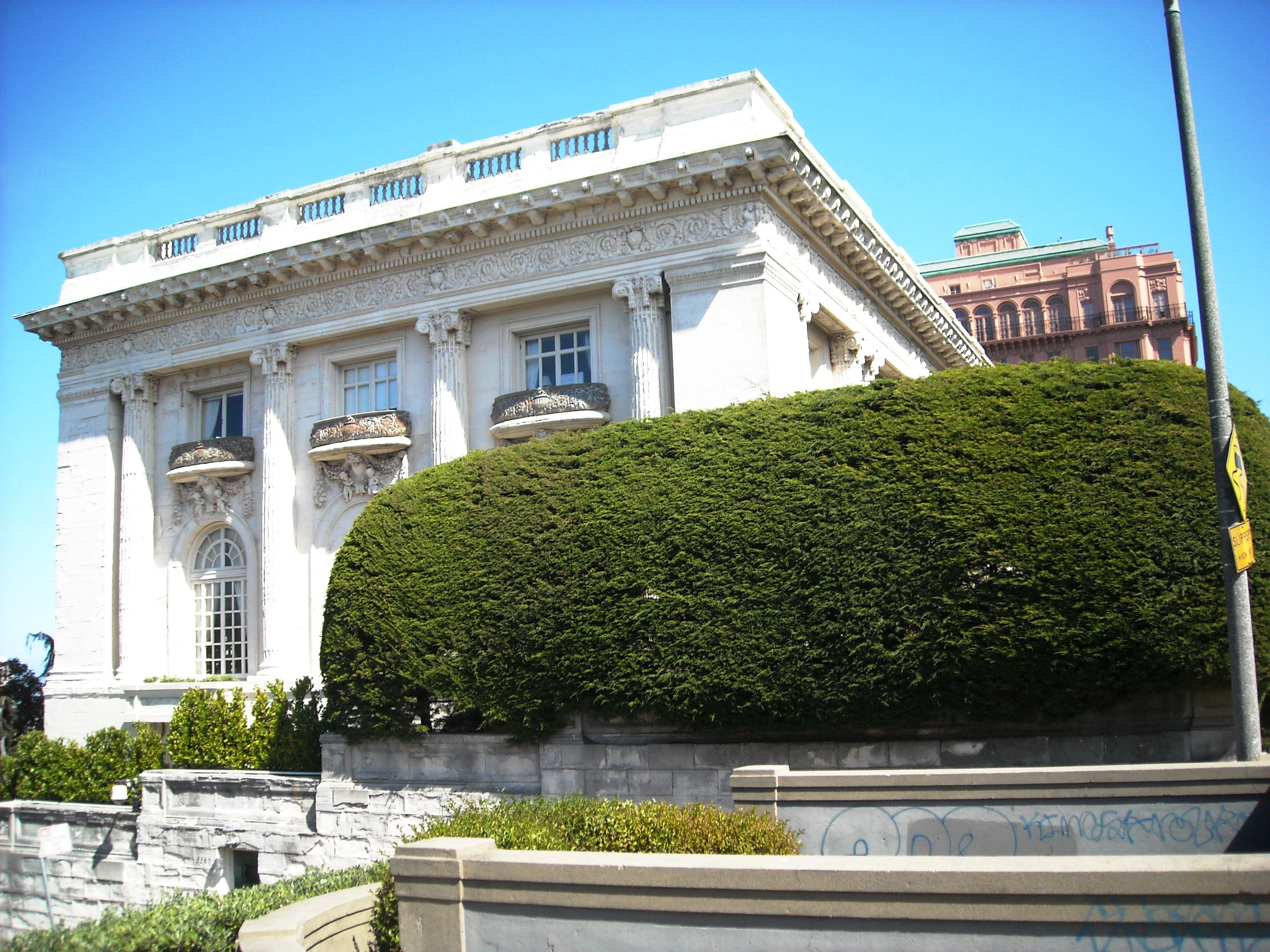
Rezydencja Danielle Steel w San Francisco, zbudowana w 1913 dla potentata przemysłu cukrowniczego – Adolpha B. Spreckelsa

Danielle Steel, właśc. Danielle Fernande Dominique Schuelein-Steel (ur. 14 sierpnia 1947 w Nowym Jorku) – amerykańska powieściopisarka, popularna autorka przeszło stu książek z gatunku romansu, z których duża część doczekała się adaptacji filmowych. Wydała też własne wiersze miłosne.

## Twórczość
Utwory wytłuszczone zostały zekranizowane.
- 1973 Powrót do domu ("Going Home")
- 1974 Teraz i na zawsze ("Now and Forever")
- 1976 Zwiastun miłości ("Passion's Promise")
- 1978 Obietnica ("The Promise")
- 1979 Pora namiętności ("Season of Passion")
- 1980 Pierścionki ("The Ring")
- 1981
  - Palomino ("Palomino")
  - Zatrzymane chwile ("Remembrance")
  - Zupełnie obcy człowiek ("A Perfect Stranger")
- 1982
  - Przeprawy ("Crossings") (serial telewizyjny)
  - Raz w życiu ("Once in a Lifetime")
- 1983 Zmiany ("Changes")
- 1984 Gra z fortuną ("Full Circle")
- 1985
  - Album rodzinny ("Family Album")
  - Sekrety ("Secrets")
- 1987
  - Dom Thurstonów ("Thurston House")
  - Kalejdoskop ("Kaleidoscope")
  - Kochanie ("Loving")
  - Koniec lata ("Summer's End")
  - Wszystko, co najlepsze ("Fine Things")
- 1988 Zoja ("Zoya")
- 1989
  - Gwiazda ("Star")
  - Nowy tatuś Marty ("Martha's New Daddy")
  - Tata ("Daddy")
  - Żądza przygód ("Wanderlust")
- 1990
  - Max ucieka z domu ("Max Runs Away")
  - Wieści z Wietnamu ("Message from Nam")
- 1991
  - Miłość silniejsza niż śmierć ("No Greater Love")
  - Rytm serca ("Heartbeat")
- 1992
  - Klejnoty ("Jewels")
  - Nadzieja (wydawnictwo Amber) lub Łaska losu (wydawnictwo Libros) ("Mixed Blessings")
- 1993 Porwanie ("Vanished")
- 1994
  - Podarunek ("The Gift")
  - Skrzydła ("Wings")
  - Wypadek ("Accident")
- 1995
  - Jak grom z nieba ("Lightning")
  - Pięć dni w Paryżu ("Five Days in Paris")
- 1996
  - W sieci ("Malice")
  - Milcząca godność ("Silent Honor")
- 1997
  - Duch ("The Ghost")
  - Ranczo ("The Ranch")
  - Specjalna przesyłka ("Special Delivery")
- 1998
  - Długa droga do domu ("The Long Road Home")
  - Klon i ja ("The Klone and I")
  - Lustrzane odbicie ("Mirror Image")
  - Światło moich oczu: historia życia Nicka Trainy ("His Bright Light")
- 1999
  - Nieodparta siła ("Irresistible Forces")
  - Radość przez łzy ("Bittersweet")
  - Rosyjska baletnica ("Granny Dan")
- 2000
  - Dom przy Hope Street ("The House on Hope Street")
  - Podróż
  - Ślub ("The Wedding")
- 2001
  - Pocałunek ("The Kiss")
  - Skok w nieznane ("Leap of Faith")
- 2002
  - Chata ("The Cottage")
  - Wysłuchane modlitwy ("Answered Prayers")
  - Zachód słońca w Saint Tropez ("Sunset in St. Tropez")
- 2003
  - Randki w ciemno ("Dating Game")
  - Anioł Johnny ("Johnny Angel")
  - Bezpieczna przystań ("Safe Harbour")
- 2004
  - Okup ("Ransom")
  - Druga szansa ("Second Chance")
  - Echa ("Echoes")
- 2005
  - To niemożliwe ("Impossible")
  - Cud ("Miracle")
  - Toksyczni panowie ("Toxic Bachelors")
  - Samotny orzeł
  - Pokochać znowu ("To Love Again")
- 2006
  - Dom ("The House")
  - Pierwszy bal ("Coming Out")
  - Jej książęca wysokość ("H.R.H.")
- 2007
  - Siostry ("Sisters")
  - Dary losu ("Amazing Grace")
- 2008
  - Bungalow nr 2 ("Bungalow 2")
  - Cudze grzechy ("A Good Woman")
  - Uszanuj siebie ("Honor Thyself")
- 2009
  - Nicpoń ("Rogue")
  - Jeden dzień na jeden raz ("One Day at a Time")
  - Światła południa ("Southern Lights")
- 2010
  - Sprawy serca ("Matters of the Heart")
  - Duża dziewczynka ("Big Girl")
  - Więzy rodzinne ("Family Ties")
  - Dziedzictwo ("Legacy")
- 2011
  - 44 Charles street ("44 Charles Street")
  - Happy Birthday
  - Hotel Vendome
- 2012
  - Zdrada ("Betrayal")
  - Przyjaciele na zawsze ("Friends Forever")
  - Grzechy matki ("The Sins of the Mother")
  - Życie na ulicy ("A Gift of Hope")
- 2013
  - Po kres czasu ("Until the End of Time")
  -  Zwycięzcy ("Winners")
  -  Od pierwszego wejrzenia ("First Sight")
- 2014
  - Gra o władzę ("Power Play")
  - Idealne życie ("A Perfect Life")
  -  Pegaz ("Pegasus")
  -  Czysta radość  ("Pure Joy. The Dogs We Love")